# Invasion of the Pod People
Pour plus de détails, voir Fiche technique et Distribution.
Invasion of the Pod People (sorti dans certains pays sous le titre Invasion: The Beginning) est un film de science-fiction produit par The Asylum, sorti en 2007.
Comme plusieurs autres films de The Asylum, Invasion of the Pod People est un mockbuster dont la sortie a coïncidé avec la première de Invasion. Cependant l’intrigue de Pod People est fortement empruntée au film de 1956 Invasion of the Body Snatchers, dont The Invasion est un remake.

## Synopsis
Le film raconte l’histoire de Melissa (Erica Roby), une jeune femme vivant à Los Angeles, qui travaille pour une grande entreprise. Une nuit, il y a une pluie de météorites monstrueuse. Le lendemain matin, Melissa vaque à ses occupations habituelles mais, au fil du temps, elle prend lentement conscience que ceux qui l’entourent ont changé depuis que les météorites sont tombées. C’est comme si leur esprit n’était plus le leur. Par exemple, la superviseuse de Melissa, Samantha, la séduit dans une rencontre lesbienne passionnée, même si Samantha n’avait jamais montré aucun signe d’être lesbienne.
Melissa se rend vite compte que les citadins ont été remplacés par une race d’extraterrestres connue sous le nom de Pod People. Les extraterrestres se développent dans de grandes gousses de graines et prennent progressivement la forme d’une personne particulière, prenant finalement le contrôle de leur corps une fois le processus de croissance terminé. Le peuple Pod tente de prendre le contrôle de Melissa, mais elle fuit la ville pour avertir l’humanité de l’invasion en cours.

## Distribution
- Erica Roby : Melissa
- Jessica Bork : Samantha
- Sarah Lieving : Louise
- Danae Nason : Billie
- Shaley Scott : Taylor
- Michael Tower : Vickland
- David Shick : Andrew
- Amanda Ward : Casey
- Marat Glazer : le détective Pete Alexander
- Lorraine Smith : Bailey
- Leigh Scott : Zach
- Elliot Salter : le prêteur sur gages
- Justin Jones : James
- Nat Magnuson : le photographe

## Accueil

### Réception critique
Stefan Birgir Stefansson de sbs.is a fortement critiqué le film, écrivant « On dirait qu’il a été fait par un étudiant en cinéma qui pense qu’il est la vraie affaire, même s’il ne peut pas comprendre comment fonctionnent vraiment la lumière ou le son. Un remake idiot qui fait honte à toutes les personnes impliquées et peut-être, une place en enfer ! Et oui, pod people = lesbiennes ».
Dread Central a écrit une critique mitigée, car ils estimaient que c’était « correct pour ce que c’est ; un rechapage instantanément oubliable qui ne mérite ni beaucoup d’éloges ni de mépris.